# Bezirk Dobele (2009–2021)
Der Bezirk Dobele (Dobeles novads) war ein Bezirk im Südwesten Lettlands in der historischen Landschaft Zemgale, der von 2009 bis 2021 existierte. Bei der Verwaltungsreform 2021 wurde der Bezirk in einen neuen, größeren Bezirk Dobele überführt.

## Geographie
Durch das Gebiet fließt der Fluss Bērze. Außerdem durchquert die Bahnlinie Riga-Liepāja das Gebiet in west-östlicher Richtung.

## Bevölkerung
Der Bezirk bestand aus den zehn Gemeinden (pagasts):
- Annenieki (deutsch Annenhof)
- Auri (Auermünde)
- Bērze (Bershof)
- Biksti (Bixten)
- Dobele (Landgemeinde),
- Jaunbērze (Neu Bershof)
- Krimūna (Friedrichshof)
- Naudīte (Nauditen)
- Penkule (Pankelhof)
- Zebrene (Rengenhof)

sowie dem Verwaltungszentrum Dobele (Doblen). 19.286 Einwohner (2020) lebten im Bezirk Dobele.

## Historische Herrenhäuser und Kirchen

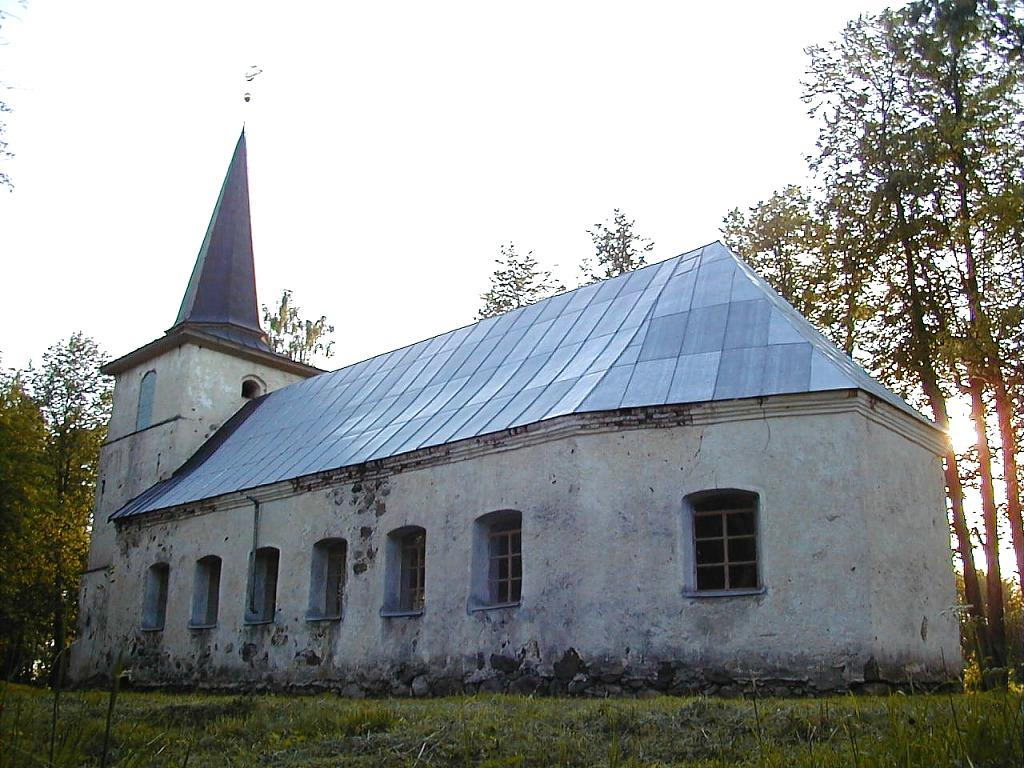
Lutherische Kirche Annenieki, erbaut Mitte 18. Jahrhundert
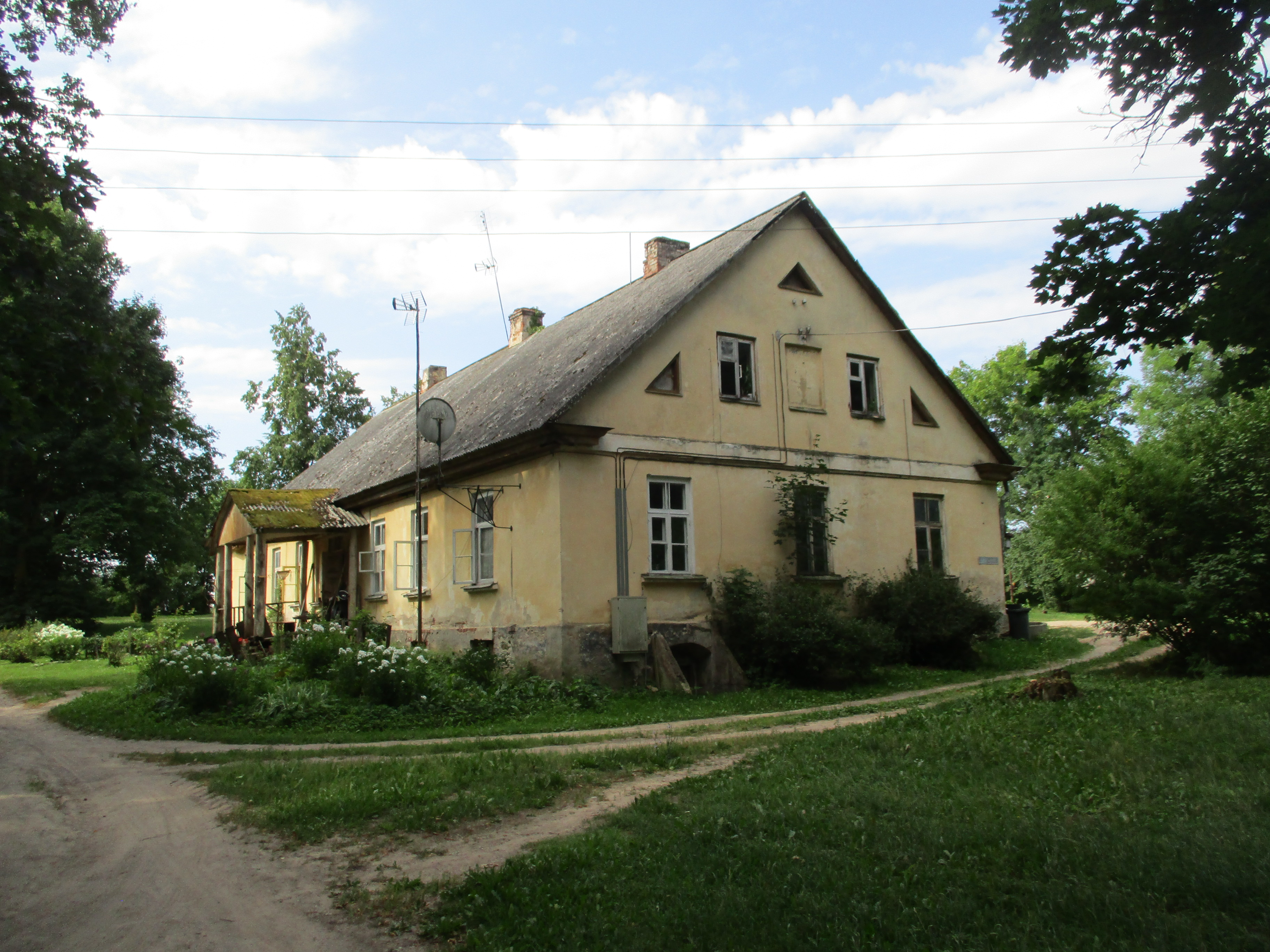
Herrenhaus Annenhof in Annenieki, bis 1920 Eigentum der Familie Recke
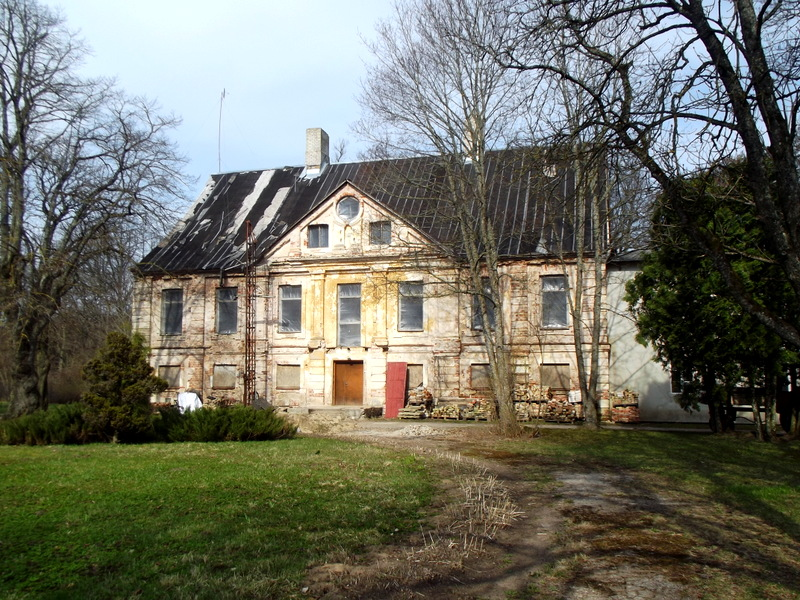
Herrenhaus Alt-Abgulden in Apgulde (Gemeinde Naudīte)
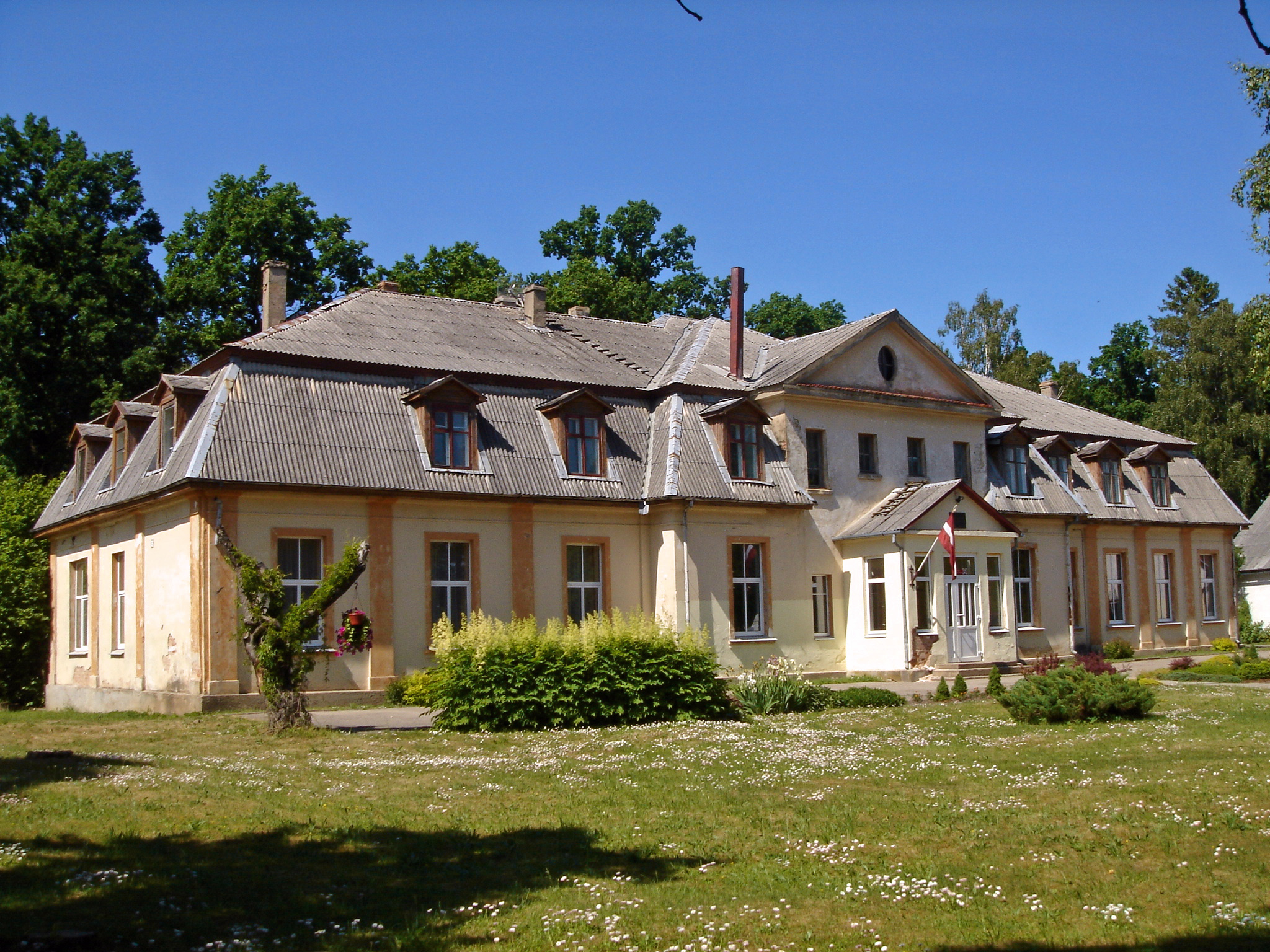
Herrenhaus Auermünde in Auri
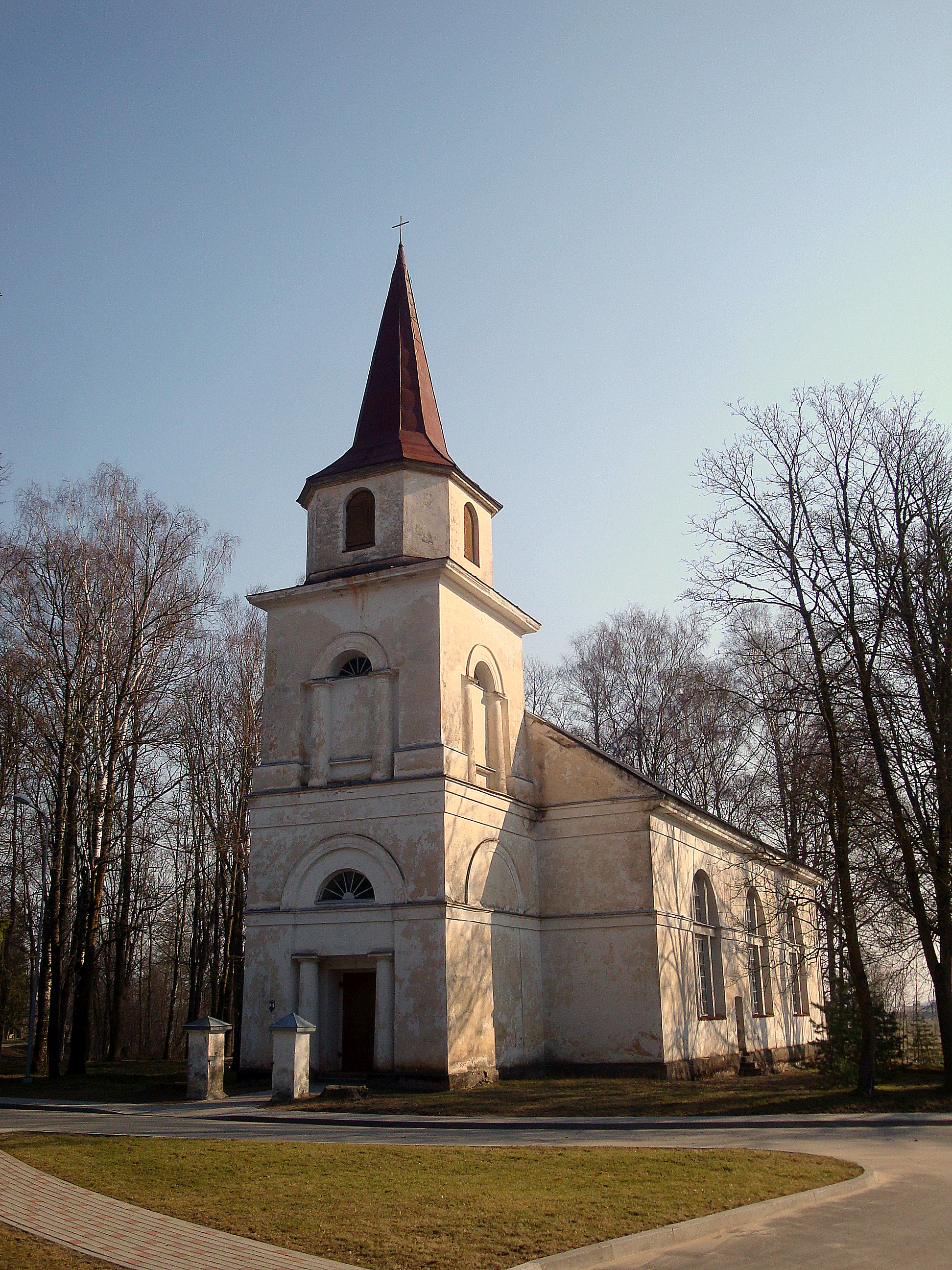
Lutherische Kirche in Bērze
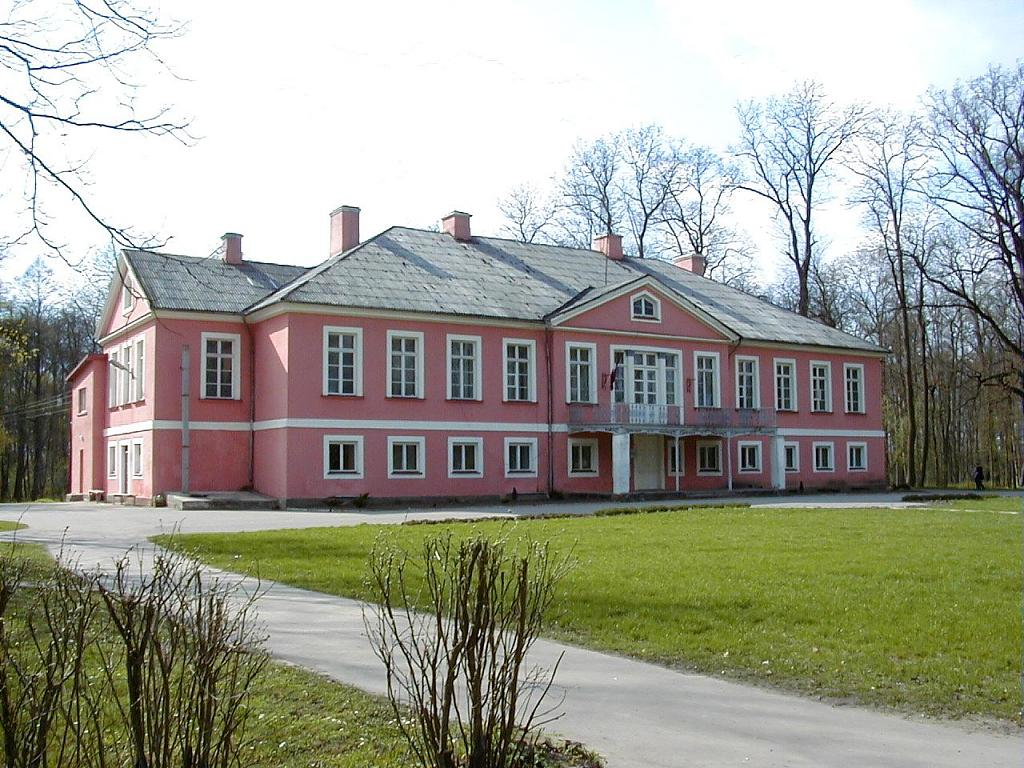
Herrenhaus Bixten in Biksti, erbaut 1847
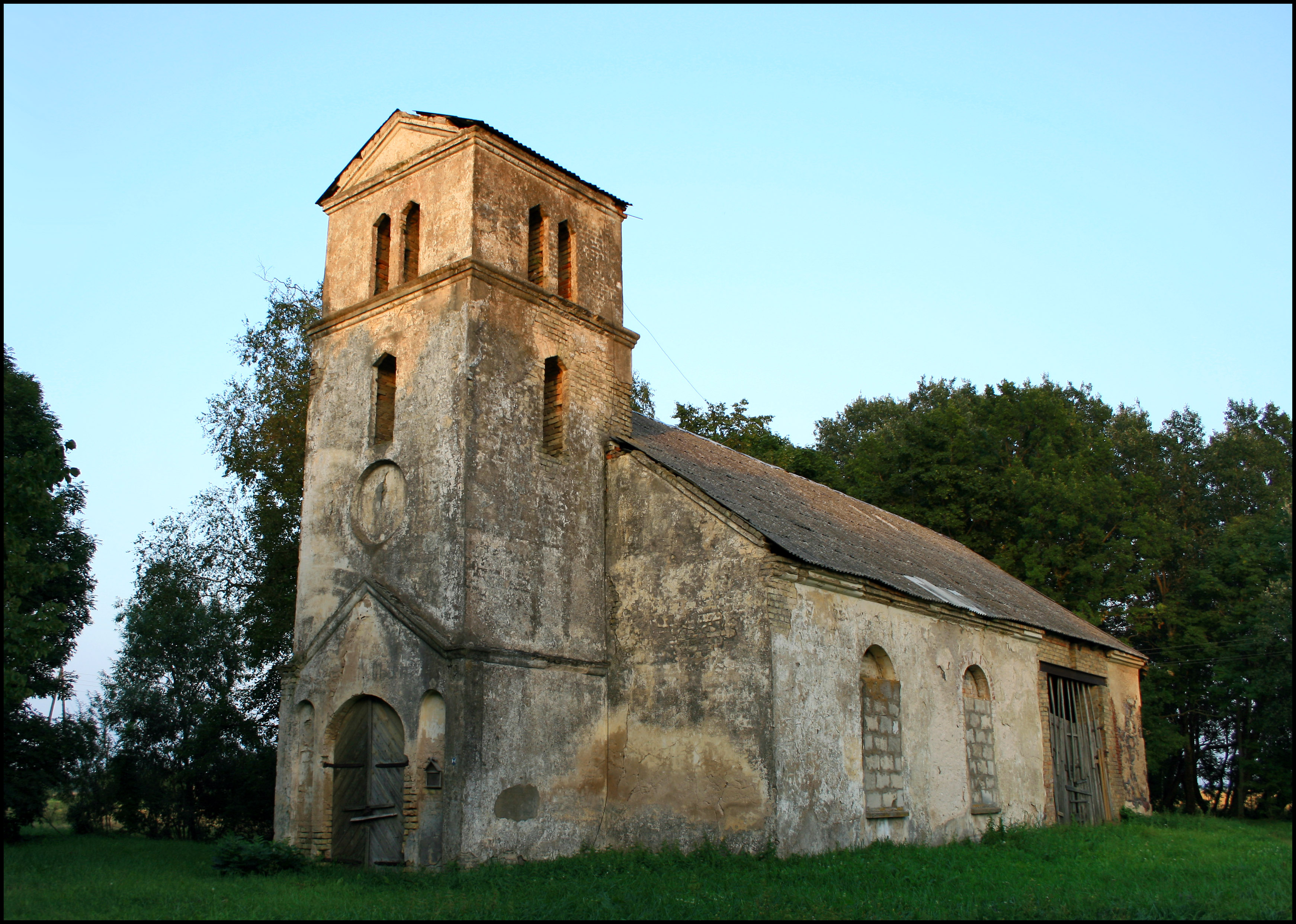
Lutherische Kirche in Glūda (Gemeinde Krimūna)
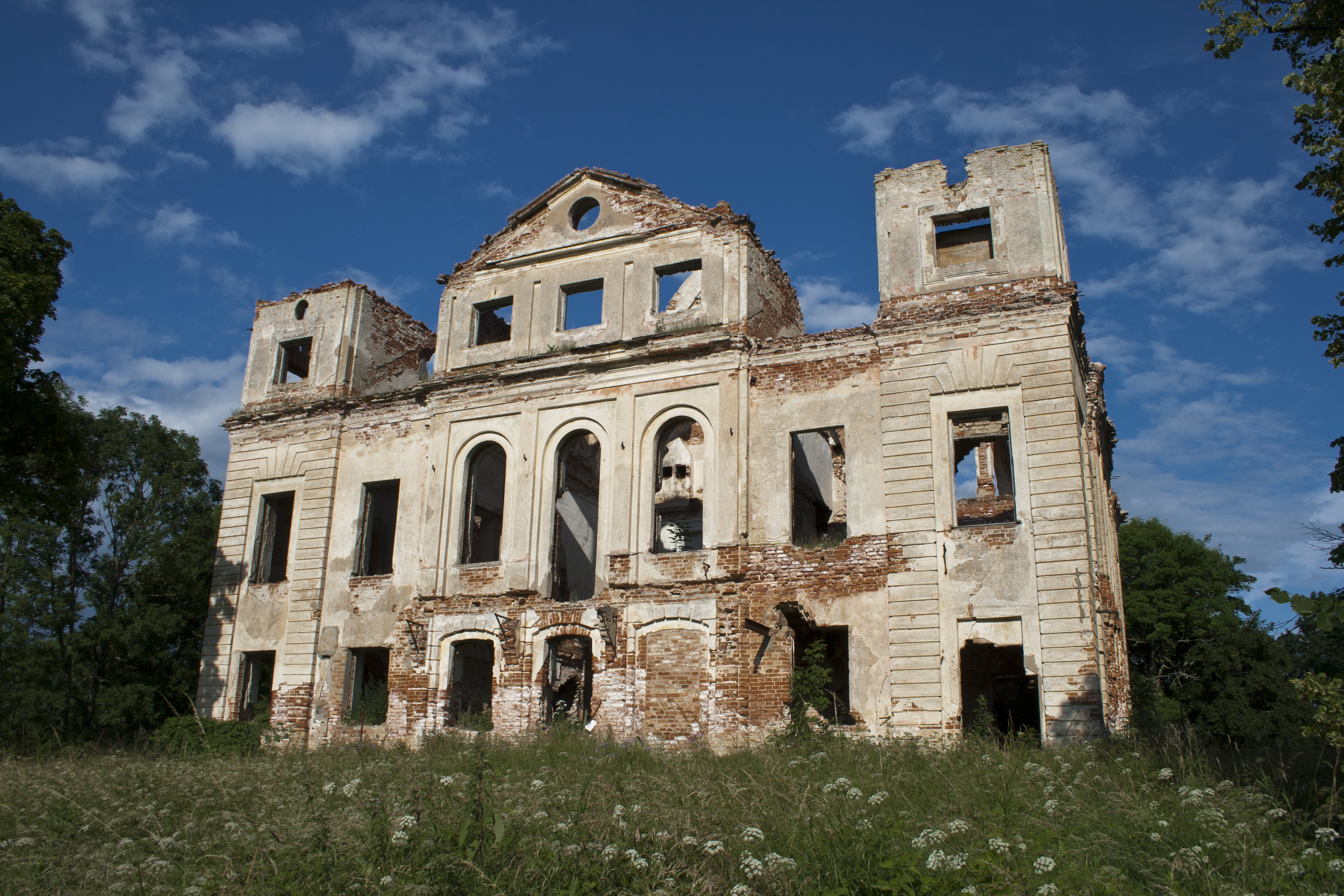
Ruine des Lustschlosses Friedrichslust (Gemeinde Jaunbērze), erbaut 1770, nach dem Zweiten Weltkrieg verfallen
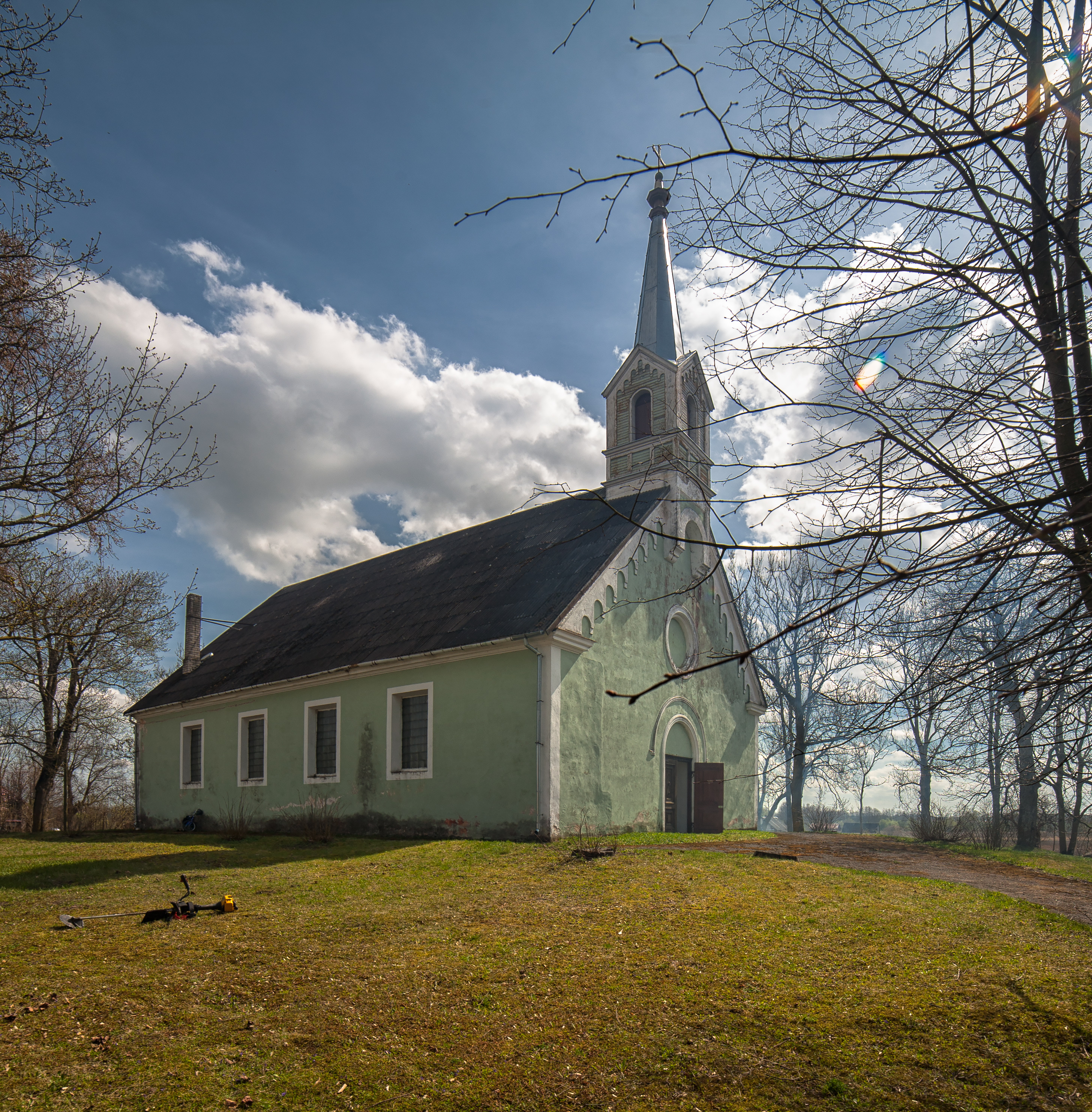
Lutherische Kirche in Penkule
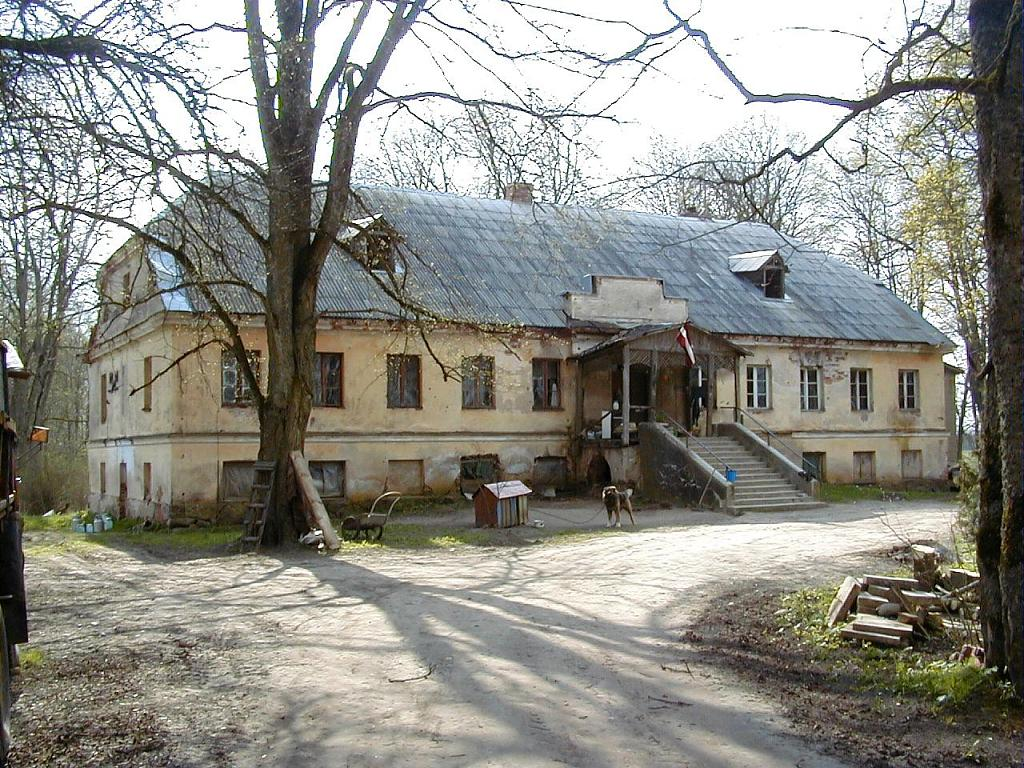
Herrenhaus Bächhof in Upenieki (Gemeinde Biksti)

## Nachweise
1. ↑  Vides aizsardzības un reģionālās attīstības ministrija (Ministerium für Naturschutz und Regionalentwicklung), Karten und Auflistung der Verwaltungseinheiten, abgerufen am 17. Juli 2021
2. ↑  https://www.redzet.eu/photo/lustes-pilsdrupas-V-938-20